# William J. Jefferson
William Jennings Jefferson (Parrocchia di East Carroll, 14 marzo 1947) è un politico e avvocato statunitense, membro della Camera dei Rappresentanti per lo stato della Louisiana dal 1991 al 2009.

## Biografia
Nato in una famiglia di nove figli, Jefferson trascorse l'infanzia in un ambiente estremamente povero. Suo padre era un contadino e un collaboratore dello United States Army Corps of Engineers. Nonostante tutto William studiò legge ad Harvard e diversi anni dopo conseguì un LLM dalla Georgetown University. Nel 1970 sposò la dottoressa Andrea Green, da cui ebbe cinque figlie: Jamila, Jalila, Jelani, Nailah ed Akilah. Dopo il matrimonio Jefferson cominciò a lavorare come consulente legale per alcuni politici.
Nel 1979 ottenne un seggio al Senato della Louisiana e rimase lì fino al 1990. Durante questo periodo tentò di farsi eleggere sindaco di New Orleans nel 1982 e nel 1986, ma fu sconfitto entrambe le volte. Nel 1990, quando la deputata Lindy Boggs annunciò il suo ritiro, Jefferson si candidò per succederle al Congresso. Vinse le elezioni e fu rieletto per altri sette mandati. Durante la permanenza alla Camera dei Rappresentanti, Jefferson era membro del Congressional Black Caucus.
Nel 1999 cercò l'elezione a governatore della Louisiana e divenne il candidato del Partito Democratico. Tuttavia nelle elezioni generali fu sconfitto dall'avversario repubblicano con un ampio margine (il 65% dei voti contro il 29%). Durante i primi anni duemila Jefferson ebbe grande influenza sui cittadini grazie al controllo dell'organizzazione Progressive Democrats, che si occupava di promuovere l'elezione di alcuni politici locali.
Nel 2006 l'FBI avviò un'indagine su di lui in seguito ad alcuni sospetti di corruzione. Il suo ufficio venne perquisito, ma l'impatto sul pubblico non fu troppo forte e così Jefferson venne rieletto. Nel 2007 si fece ricorso ad un Grand jury, il quale incriminò Jefferson per sedici capi d'accusa inerenti alla corruzione. A dicembre del 2008 perse la rielezione contro lo sfidante repubblicano Joseph Cao e l'anno seguente fu processato. Il tribunale lo dichiarò colpevole di undici delle sedici accuse a suo carico e lo condannò a tredici anni di reclusione, la condanna più severa comminata ad un membro del Congresso per corruzione. Tra il 2009 e il 2010 anche alcuni dei parenti di Jefferson, fra cui la sorella Betty e il fratello Mose, furono processati per i suoi stessi reati. Il 10 gennaio 2010 Mose Jefferson fu condannato a dieci anni di carcere.